# Den sidste balkjole
Den sidste balkjole er en novelle skrevet i 1887 under det moderne gennembrud af den danske forfatter Herman Bang. Den handler om en familie bestående af en mor og hendes to døtre, Emma og Antonie. De har det godt og laver ikke meget, udover at betragte byens folk køre forbi deres vindue.

## Referat
I starten af teksten bliver der fortalt at egnen næsten er uddød siden pastor Wibergs tog derfra, og at der ikke var blevet danset på et rigtigt bal i de sidste par år, men der bliver hurtigt tilføjet at ”De sidste par år” egentlig var otte-ti. Herefter følger en beskrivelse af årets gang for de tre kvinder. De har meget få opgaver i løbet af året, og de bruger størstedelen af deres tid på at tale om de mennesker, der går forbi deres vindue. De beskriver den forgangne tid som en god tid. Dengang pigerne var unge og studenterne kom hjem til egnen, var der mange bal, skovture og andre gode ting. Der bliver beskrevet en periode i præstegårdens baghave, hvor en kærlighedsaffære finder sted, og eftersom at Emma bliver meget bevæget da hun får at vide at præstesønnen er blevet forlovet med en pige af en god familie, må man konkludere at Emma og præstesønnen havde haft et forhold. Efter at Emmas forhold var gået i vasken handlede alt om Antonie. Alle familiens penge gik til hende, og al snak foregik også omkring hende. Nu var det hende, der skulle få hus og hjem, og hende moderen skulle bo hos. Emma skulle bare være husbestyrerinde og lærerinde for mindre børn. Hun skulle ikke bo hos Antonie, for ingen mand ville gifte sig med hele familien. Flere år går med at Antonie får al opmærksomhed. Men årene går hurtigt og pludselig er det 26 år siden at de tre kvinder flyttede ind i det hus hvor de nu bor. Da de flyttede ind var Emma og Antonie henholdsvis 8 år og 4 år. Det vil sige at de i historiens nutid er 34 og 30 år. Endelig en dag kommer doktorens frue forbi, og hun snakkede om alt andet end ballet. Da de har snakket lidt nævner hun, at de faktisk ikke skal danse til ballet, og at Antonie, bare bliver en tilskuer. Antonie græder "så var ungdommen forbi".